# Slovenská dokumentární fotografie
Slovenská dokumentární fotografie navazuje na tradici dokumentární fotografie středoevropského prostoru. Její slovenští představitelé nebyli v rámci Československa početní. V devadesátých letech se také zdálo, že slovenský dokument jako samostatná výrazová tendence neexistuje, s výjimkou několika osamocených počinů. Dnes (2019) však můžeme o dokumentární fotografii na Slovensku bez váhání hovořit jako o specifickém fenoménu.
Novodobá slovenská dokumentární fotografie je úzce spjata se stejnojmenným občanským sdružením (OZ Slovenská dokumentárna fotografia), které vzniklo 27. listopadu 2000 z iniciativy skupiny osmi předních slovenských fotografů (Andrej Balco, Andrej Bán, Peter Brenkus, Ľubomír Groch, Alan Hyža, Martin Kollár, Martin Marenčin a Jozef Ondzík). Předsedou se stal Martin Marenčin.

## Vznik
Sdružení Slovenská dokumentární fotografie svým vznikem (spolu s Domem fotografie v Bratislavě a v Popradu) přispělo k zařazení Slovenska k zemím, kde dokumentární fotografie má i institucionální podmínky (Czech Press Photo - Česko, Mother Jones Foundation - USA, Hasselblad Foundation - Švédsko, Henri Cartier-Bresson Fondation - Francie, atd.)
Osobní a profesionální trajektorie členů Sdružení Slovenská dokumentární fotografie jsou spolehlivou fotografií osudových cest slovenských dokumentaristů: jedni (Andrej Balco, Jozef Ondzík a další) vystudovali Institut tvůrčí fotografie Slezské univerzity v Opavě, druzí jsou autodidakti (Andrej Bán, Alan Hyža, Martin Kollár, Martin Marenčin a další).
Podle slov českých kolegů (Pospěch, Štreit, a další) právě společná aktivita Slovenské dokumentární fotografie dokázala vytvořit pevný základ pro další generace a zároveň vzbudit zájem společnosti o jeden kulturní proud. Kromě výstav a publikací se nejmarkantnější stopou a originální značkou Slovenské dokumentární fotografie staly dva dokumentaristické granty (IVO a Vaculík Advertising), které nemají v české, ale ani v středoevropské fotografii obdoby.
"Občanské sdružení vzniká z potřeby podnětu skupiny slovenských fotografů uchovávat a spoluvytvářet obrazové svědectví o naší současnosti. Jako zakládající členové si uvědomujeme, že Slovensko prochází dynamickými proměnami, mění se vzorce chování jeho obyvatel i způsob života, přičemž dokumentární a novinářská fotografie, která by měla tyto změny reflektovat, se nachází v hlubokém útlumu. Kromě izolovaných individuálních tvůrčích počinů zde není nic, na čem by se dalo stavět. Jsme přesvědčeni, že tento neutěšený stav není výsledkem neschopnosti fotografů vytvořit zásadní díla, ale naopak - absence podmínek pro systematickou dokumentaristickou tvorbu. Zároveň jsme přesvědčeni, že hodnota takové práce se naplno zúročí až časem a že fotografie bude mít i nadále nezastupitelné místo v systému audiovizuálních médií. "
Výchozí platformou skupiny bylo několik úvah a také snaha navázat na nejlepší slovenské tradice fotografického dokumentu reprezentovanou autory jako Pavel Socháň, Karel Plicka, Martin Martinček nebo Karol Kállay.
Sdružení Slovenská dokumentární fotografie si od samého počátku postavilo rámec činností na základě svobodného rozvoje dokumentární fotografie, které nejsou v rozporu s principy humanity, demokracie a dodržování lidských práv. V tomto směru se rozběhly i jeho první aktivity spojené s oživením dokumentární fotografie jako svébytného a nezastupitelného žánru. Předmětem bylo i zaktivování slovenských tvůrců - dokumentaristů, spoluvytvoření podmínek pro práci na vlastních projektech s nasazením, jaké vyžaduje, a v neposlední míře i vytváření prostoru pro výměnu názorů domácích a zahraničních fotografů, vytváření aktivit zaměřených na archivaci dokumentárních fotografií o historii a současnosti Slovenské republiky a také iniciativního zabývání se důležitými otázkami dokumentární fotografie, které mají obecný význam pro rozvoj obrazové kultury.

## Projekty
2001 - Slovenská dokumentární fotografie 90. let byl první projekt sdružení Slovenská dokumentární fotografie, jehož cílem bylo demonstrovat estetické kvality, tematické rozpětí a obsahové bohatství a poselství slovenské dokumentární fotografie. Výstava a katalog vytvořili obrazový slovník dokumentární fotografie, určili základní kritéria a definovali specifické znaky žánru na základě dokumentárních souborů. Projekt byl prvním impulzem k vytvoření aktuální databáze aktivních slovenských fotografů-dokumentaristů a zároveň představoval první komplexní souhrn toho nejkvalitnějšího fotografického materiálu o stavu české společnosti na přelomu tisíciletí, tj. od roku 1989 až do roku 2001. Projekt se stal základem pro vznik unikátního archivu jako projev jedinečného svědectví pro následující generace.

### Výstavy
Slovenská dokumentární fotografie 90. let
- 10. prosince 2001 - 27. ledna 2002 - (premiéra výstavy) Umělecká beseda, Bratislava[3]
- únor - březen 2002 - Oravská galerie, Dolný Kubín
- duben - červen 2002 - Koniarova galerie, Nitra
- červenec - srpen 2002 - Státní galerie, Banská Bystrica
- podzim 2002 - Dům fotografie, Poprad
- zima 2002 - Muzeum Bruntál (Česko)

### Publikace
- Colin Jakobson, Rodinný album.sk, Fotografie 1989 - 2001, Bratislava, Slovart, 2002 / výběr 187 fotografií od 41 fotografů: Mišo Bak, Andrej Balco, Andrej Bán, Juraj Bartoš, Branislav Boba, Peter Brenkus, Juraj Chlpík, Dušan Dukát, Vladimír Gloss, Ľubomír Groch, Vladimír Hák, Tibor Huszsár, Alan Hyža, Milan Illík, Jožo Klamar, Martin Kollár, Ivan Kováč, Milan Krupčík, Ján Kuchta, Tomáš Leňo, Markéta Luskačová, Viliam Malík, Martin Marenčin, Jana Mašauerová, Jozef Ondzík, Tomáš Sabo, Jozef Sedlák, Anton Sládek, Ľubo Stacho, Mišo Suchý, Jaro Sýkora, Jan Šibík, Maňo Štrauch, Tibor Takáts, Miroslav Vacula, Filip Vančo, Marián Vlašič, Ľubomír Vojtek, Andrej Zeman, Peter Župník, Pavla Župníková.

## Granty
Na základě svého prvního projektu, který slovenská a zahraniční veřejnost poznala pod názvem Slovenská dokumentární fotografie 90. let, vypsala společnost Slovenská dokumentární fotografie dva nezávislé grantové programy: Slovensko 001 (IVO) a Photo Document.sk (Vaculik Advertsing). Tyto byly realizovány každoročně po dobu 5 let. V každém roce byl udělen jeden fotografický dokumentární grant ve výši 100 tisíc slovenských korun na pokrytí nezbytných finančních a materiálových nákladů. Obsahově se dělily na tři tematicky různorodé celky. Každý ze tří oceněných fotografů měl možnost v průběhu jednoho roku pracovat na zvoleném tématu a výsledky tvorby prezentovat formou výstavy a publikace. Výběr kandidátů byl výsledkem komisí sestavených z renomovaných slovenských a zahraničních teoretiků a fotografů (Josef Koudelka, Colin Jakobson, Pavel Braier, Antonín Kratochvíl, Václav Macek, Daniela Mrázková, Karol Kállay, Péter Korniss, Jindřich Štreit a další). Na závěr pětiletého cyklu byla vydána publikace se souborem fotografií vítězů jednotlivých ročníků.
V prvním desetiletí třetího tisíciletí oběma granty sdružení Slovenská dokumentární fotografie významně přispělo ke zviditelnění slovenské dokumentární scény na domácí půdě i za hranicemi. Tento důležitý počin neunikl ani autorům (Vaclav Macek a Lucie F. Fišerová) publikace Nová slovenská fotografie, která vyšla v roce 2008. V praxi kromě putovních výstav a publikací o tom svědčí i fakt, že v rámci takového významného festivalu, jakým je Měsíc fotografie, jejich laureáti dostali prostor pro prezentaci své aktuální tvorby před domácí a zahraniční veřejností.

### Laureáti grantů
Slovensko 001, 002, 003: Obrazová zpráva o stavu země - IVO & OZ Slovenská dokumentární fotografie
- 2001: Martin Kollár - Slovensko 001
- 2002: Jozef Ondzík - Slovensko 002 - téma Z vesnice do města
- 2003: Lucia Nimcová - Slovensko 003 - téma Osudy žen
- 2005: Tomko Němec - Slovensko 005

Photo Document.sk 2002, 2003, 2004, 2005, 2006 - Vaculík Creative Studio & OZ Slovenská dokumentární fotografie
- 2002: Andrej Bán - Jiné Slovensko
- 2003: Martin Marenčin - Slowly Slovakia[7]
- 2004: Andrej Balco - Sídliště
- 2005: Jožo Ondzik - Rok 2005
- 2006: Viktor Szemsö - Sídliště

### Výstavy
- 2001 - Martin Kollár - Slovensko 001, v rámci Měsíce fotografie, Pálfyho palác, Bratislava[8]
- 2002 - Martin Kollár - Slovensko 001, Dům fotografie, Poprad[9]
- 2002 - Jozef Ondzik, Slovensko 002, Dům umění, Bratislava
- 2005 - Martin Kollár, Jozef Ondzik, Lucia Nimcová, Tomka Němec - 001-Slovensko-005, v rámci Měsíce fotografie, Bratislavský hrad, Bratislava
- 2007 - Andrej Bán, Martin Marenčin, Andrej Balco, Jozef Ondzik, Viktor Szemsö, - 5lovensko, 5 let Slovenska ve fotodokumente, v rámci Měsíce fotografie

### Publikace
- Martin Kollár, Slovensko 001, Obrazová zpráva o stavu země, IVO, 2001[10] / křest knihy v rámci Měsíce fotografie v Bratislavě /
- Jozef Ondzík, Slovensko 002, Obrazová zpráva o stavu země, IVO, 2002[11] / křest knihy v rámci Měsíce fotografie v Bratislavě /
- Lucia Nimcová, Slovensko 003, Obrazová zpráva o stavu země, IVO, 2003[12] / křest knihy v rámci Měsíce fotografie v Bratislavě /
- Andrej Bán, Martin Marenčin, Andrej Balco, Jožo Ondzik, Viktor Szemsö, 5lovensko, 5 let Slovenska ve fotodokumente, Vaculík ADVERTSING, Bratislava, 2007